# Afrikai Labdarúgó-szövetség
Az Afrikai Labdarúgó-szövetség (angolul Confederation of African Football, (CAF); franciául Confédération Africaine de Football) 55 tagszövetséggel rendelkező sportintézmény, amely a nemzetközi labdarúgás képviselője Afrikában, szervezi az Afrikai nemzetek kupája, valamint az Afrikai bajnokcsapatok kupája tornákat. A Szövetséget 1957-ben alapították, és 1970-ben kapott először garantált részvételi lehetőséget a labdarúgó-világbajnokságon. A CAF évente kiosztja az Év Afrikai Labdarúgója címet.
Ifjúsági csapatok részvételével a CAF az UEFA-val közösen rendezi meg az UEFA/CAF Meridian Kupát.

## CAF Tagok

### Regionális Szövetségek

#### Nem regionális tagok
| - Zöld-foki Köztársaság - Gambia - Réunion1 | - Comore-szigetek - Bissau-Guinea - São Tomé és Príncipe | - Kongói DK - Mauritánia - Sierra Leone |

#### Közép-kelet afrikai labdarúgó szövetség (CECAFA)
| - Burundi - Etiópia - Ruanda - Uganda | - Dzsibuti - Kenya - Szudán - Zanzibár1 | - Eritrea - Szomália - Tanzánia |

#### Dél-afrikai labdarúgó szövetség (COSAFA)
| - Angola - Madagaszkár - Mozambik - Seychelle-szigetek - Zimbabwe | - Botswana - Malawi - Namíbia - Szváziföld | - Lesotho - Mauritius - Dél-afrikai Köztársaság - Zambia |

#### Közép-nyugat afrikai labdarúgó szövetség (UNIFFAC)
| - Kamerun - Kongó | - Közép-afrikai Köztársaság - Egyenlítői-Guinea | - Csád - Gabon |

#### Nyugat-afrikai labdarúgó szövetség (UFOA)
| - Benin - Ghána - Mali - Szenegál | - Burkina Faso - Guinea - Niger - Togo | - Elefántcsontpart - Líbia - Nigéria |

#### Észak-afrikai labdarúgó szövetség (UNAF)

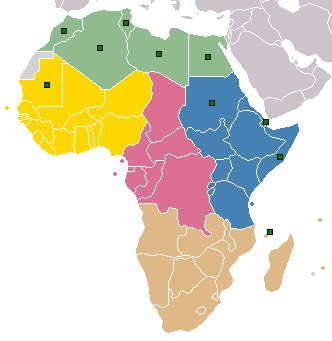
Afrikai regionális szövetségek:
UNAF (Észak-Afrika)
UFOA (Nyugat-Afrika)
UNIFFAC Közép-Afrika)
CECAFA(Kelet-Afrika)
COSAFA Dél-Afrika)
UAFA (Arab világ)

| - Algéria - Marokkó | - Tunézia | - Líbia |

1: CAF tag, de nem-FIFA tag.

### CAF Regionális Zónák

#### CAF 1 zóna - Északi zóna
| - Algéria - Tunézia | - Egyiptom | - Líbia | - Marokkó | - Szudán |

#### CAF 2 zóna - Nyugati A zóna
| - Zöld-foki Köztársaság - Mali | - Gambia - Mauritánia | - Guinea - Szenegál | - Bissau-Guinea - Sierra Leone | - Libéria |

#### CAF 3 zóna - Nyugati B zóna
| - Benin - Niger | - Burkina Faso - Togo | - Elefántcsontpart | - Ghána | - Nigéria |

#### CAF 4 zóna - Közép zóna
| - Kamerun - Egyenlítői-Guinea | - Közép-afrikai Köztársaság - Gabon | - Csád - São Tomé és Príncipe | - Kongói DK | - Kongó |

#### CAF 5 zóna - Közép-keleti zóna
| - Burundi - Ruanda | - Dzsibuti - Szomália | - Eritrea | - Etiópia - Tanzánia | - Kenya - Uganda |

#### CAF 6 zóna - Déli zóna
| - Angola - Malawi - Dél-afrikai Köztársaság | - Botswana - Mauritius - Szváziföld | - Comore-szigetek - Mozambik - Zambia | - Lesotho - Namíbia - Zimbabwe | - Madagaszkár - Seychelle-szigetek |

## CAF válogatottak a világbajnokságokon
| Team                    | 1930 | 1934 | 1938 | 1950 | 1954 | 1958 | 1962 | 1966 | 1970 | 1974 | 1978 | 1982 | 1986 | 1990 | 1994 | 1998 | 2002 | 2006 | 2010 | 2014 | 2018 | Total |
| ----------------------- | ---- | ---- | ---- | ---- | ---- | ---- | ---- | ---- | ---- | ---- | ---- | ---- | ---- | ---- | ---- | ---- | ---- | ---- | ---- | ---- | ---- | ----- |
| Kamerun                 |      |      |      |      |      |      |      |      |      |      |      | R1   |      | QF   | R1   | R1   | R1   |      | R1   | R1   |      | 7     |
| Marokkó                 |      |      |      |      |      |      |      |      | R1   |      |      |      | R2   |      | R1   | R1   |      |      |      |      | R1   | 5     |
| Nigéria                 |      |      |      |      |      |      |      |      |      |      |      |      |      |      | R2   | R2   | R1   |      | R1   | R2   | R1   | 6     |
| Tunézia                 |      |      |      |      |      |      |      |      |      |      | R1   |      |      |      |      | R1   | R1   | R1   |      |      | R1   | 5     |
| Algéria                 |      |      |      |      |      |      |      |      |      |      |      | R1   | R1   |      |      |      |      |      | R1   | R2   |      | 4     |
| Dél-afrikai Köztársaság |      |      |      |      |      |      |      |      |      |      |      |      |      |      |      | R1   | R1   |      | R1   |      |      | 3     |
| Elefántcsontpart        |      |      |      |      |      |      |      |      |      |      |      |      |      |      |      |      |      | R1   | R1   | R1   |      | 3     |
| Egyiptom                |      | R1   |      |      |      |      |      |      |      |      |      |      |      | R1   |      |      |      |      |      |      | R1   | 3     |
| Ghána                   |      |      |      |      |      |      |      |      |      |      |      |      |      |      |      |      |      | R2   | QF   | R1   |      | 3     |
| Angola                  |      |      |      |      |      |      |      |      |      |      |      |      |      |      |      |      |      | R1   |      |      |      | 1     |
| Kongói DK1              |      |      |      |      |      |      |      |      |      | R1   |      |      |      |      |      |      |      |      |      |      |      | 1     |
| Szenegál                |      |      |      |      |      |      |      |      |      |      |      |      |      |      |      |      | QF   |      |      |      | R1   | 2     |
| Togo                    |      |      |      |      |      |      |      |      |      |      |      |      |      |      |      |      |      | R1   |      |      |      | 1     |
| Total                   | 0    | 1    | 0    | 0    | 0    | 0    | 0    | 0    | 1    | 1    | 1    | 2    | 2    | 2    | 3    | 5    | 5    | 5    | 6    | 5    | 5    | 44    |

- Q – Kvalifikálta magát a 2010-es labdarúgó-világbajnokság-ra.
- QF – negyeddöntő
- R1 – első kör (csoportmérkőzések)
- R2 – második kör (nyolcaddöntő)
- – Rendező ország.

1  Zaireként az 1974-es labdarúgó-világbajnokság-on.

### Összesen
7 alkalommal
- Kamerun

6 alkalommal
- Nigéria

5 alkalommal
- Marokkó
- Tunézia

4 alkalommal
- Algéria

3 alkalommal
- Dél-afrikai Köztársaság
- Egyiptom
- Elefántcsontpart
- Ghána

2 alkalommal
- Szenegál

1 alkalommal
- Angola
- Zaire
- Togo

### Legjobb helyezések
negyeddöntő
- Kamerun 1× (1990)
- Szenegál 1× (2002)
- Ghána 1× (2010)

nyolcaddöntő 
- Nigéria 3× (1994, 1998, 2014)
- Marokkó 1× (1986)
- Algéria 1× (2014)

első kör 
- Tunézia 5× (1978, 1998, 2002, 2006, 2018)
- Dél-afrikai Köztársaság 3× (1998, 2002, 2010)
- Elefántcsontpart 3× (2006, 2010, 2014)
- Egyiptom 3× (1934, 1990, 2018)
- Zaire 1× (1974) Napjainkban  Kongói DK, de ezen a néven még nem jutott ki.
- Angola 1× (2006)
- Togo 1× (2006)

## Részvétel a konföderációs kupán
- 1992:[4] Elefántcsontpart
- 1995:[4] Nigéria
- 1997: Dél-afrikai Köztársaság
- 1999: Egyiptom
- 2001: Kamerun
- 2003: Kamerun
- 2005: Tunézia
- 2009: Dél-afrikai Köztársaság, Egyiptom
- 2013: Nigéria
- 2017: Kamerun

### Részvételek száma (a lehetséges 10-ből)
3 alkalommal
- Kamerun

2 alkalommal
- Dél-afrikai Köztársaság
- Egyiptom
- Nigéria

1 alkalommal
- Elefántcsontpart
- Tunézia

### Legjobb helyezések
ezüstérmes
- Kamerun 1× (2003)

negyedik hely
- Elefántcsontpart 1× (1992)[5]
- Nigéria 1× (1995)
- Dél-afrikai Köztársaság 1× (2009)

csoportkör
- Egyiptom 2× (1999, 2009)
- Tunézia 1× (2005)

## Részvétel az olimpiai labdarúgótornán
A félkövérrel jelölt csapat megnyerte a tornát.
- 1896 – nem volt labdarúgótorna
- 1900[6] – nem indultak afrikai labdarúgócsapatok
- 1904[7] – nem indultak afrikai labdarúgócsapatok
- 1908 – nem indultak afrikai labdarúgócsapatok
- 1912 – nem indultak afrikai labdarúgócsapatok
- 1920 – Egyiptom
- 1924 – Egyiptom
- 1928 – Egyiptom
- 1932 – nem volt labdarúgótorna
- 1936 – Egyiptom
- 1948 – Egyiptom
- 1952 – Egyiptom
- 1956 – nem indultak afrikai labdarúgócsapatok
- 1960 – Egyesült Arab Köztársaság, Tunézia
- 1964 – Egyesült Arab Köztársaság, Ghána
- 1968 – Ghána, Guinea, Nigéria
- 1972 – Ghána, Marokkó, Szudán
- 1976 – nem indultak afrikai labdarúgócsapatok[8]
- 1980 – Algéria, Nigéria, Zambia
- 1984 – Egyiptom, Kamerun, Marokkó
- 1988 – Nigéria, Tunézia, Zambia
- 1992 – Egyiptom, Ghána, Marokkó
- 1996 – Ghána, Nigéria, Tunézia
- 2000 – Dél-afrikai Köztársaság, Kamerun, Marokkó, Nigéria
- 2004 – Ghána, Mali, Marokkó, Tunézia
- 2008 – Elefántcsontpart, Kamerun, Nigéria
- 2012 – Egyiptom, Gabon, Marokkó, Szenegál
- 2016 – Algéria, Dél-afrikai Köztársaság, Nigéria

### Részvételek száma (a lehetséges 26-ból)
11 alkalommal
- Egyiptom 2×  Egyesült Arab Köztársaság néven.

7 alkalommal
- Nigéria
- Marokkó

6 alkalommal
- Ghána

4 alkalommal
- Tunézia

3 alkalommal
- Kamerun

2 alkalommal
- Algéria
- Dél-afrikai Köztársaság
- Zambia

1 alkalommal
- Elefántcsontpart
- Gabon
- Guinea
- Mali
- Szenegál
- Szudán

### Legjobb helyezések
olimpiai bajnok
- Nigéria 1× (1996)
- Kamerun 1× (2000)

bronzérmes
- Ghána 1× (1992)

negyedik hely
- Egyiptom 2× (1928, 1964) A második  Egyesült Arab Köztársaság néven.

negyeddöntő/második csoportkör
- Marokkó 1× (1972)
- Algéria 1× (1980)
- Zambia 1× (1988)
- Mali 1× (2004)
- Elefántcsontpart 1× (2008)
- Szenegál 1× (2012)

csoportkör
- Tunézia 4× (1960, 1988, 1996, 2004)
- Dél-afrikai Köztársaság 2× (2000, 2016)
- Guinea 1× (1968)
- Szudán 1× (1972)
- Gabon 1× (2012)

## Lásd még
- Nemzeti labdarúgó-válogatottak listája
- FIFA-országkódok listája